# Popmusik
 For alternative betydninger, se Pop (flertydig). (Se også artikler, som begynder med Pop)
 Denne artikel bør gennemlæses af en person med fagkendskab for at sikre den faglige korrekthed.
    Faglig inspiration til neutralt skrevne artikler om emnet kan eksempelvis findes på den engelske, norske eller svenske wiki-artikel. 

Pop er som musikgenre den mest udbredte musikstilart i moderne tid - væsentlig mere udbredt end fx rock, jazz og folkemusik. Navnet er en afledning af ordet "populær" (eng. "popular").
Definitionen på pop er flydende og foranderlig, da den jævne folkelige smag hele tiden ændrer sig over tid. Men karakteristisk for denne stærkt kommercialiserede musikgenre er, at den i modsætning til både den klassiske europæiske kunstmusik, jazzmusikken og til dels også rockmusikken, kun i begrænset omfang motiveres af bagvedliggende musikalske, kunstneriske eller samfundskritiske intentioner. Den motiveres derimod i høj grad af størst mulig økonomisk profit til såvel de optrædende som til den bgvedliggende magtfuldt styrende popmusik-industri (dvs. musikselskaberne, radio- & TV-kanalerne, de kulørte musik-ugeblade, de stærkt meningsdannende hit-liste redaktioner osv.).[kilde mangler]

## Historie
Betegnelsen popsang blev første gang anvendt i USA i 1920'erne om en sang "der appellerede til den brede befolkning", og sange der ikke var klassisk musik. Senere betegnede pop mere specifikke musikgenrer, som schlagere, country, hillbillies o.l.
Musikalsk og kulturelt fik betegnelsen dog først sit egentlige større gennembrud i tilknytning til 1950- og 1960'ernes rock'n-roll og beatmusik. Men hvor disse rytmiske musikgenrer ofte opstod eller dyrkedes i et undergrundsmiljø med samfundsproblematiserende, evt. ligefrem provokerende temaer, blev popmusikken hurtigt udskilt som den pæne, overfladiske og udglattende musikstil, med hovedvægten lagt på sangstemmen på bekostning af de akkompagnerende spilleinstrumenter.
Set ud fra en musikpsykologisk synsvinkel skal popmusikkens aktuelle store succes utvivlsomt søges i dens evne til at skabe kortvarig mental velvære ved at aflede og fortrænge dagliglivets mange problemer og udfordringer. Denne funktion hos popmusikken blev således ret hurtigt opdaget og udnyttet af bl.a. handelsstandens supermarkedskæder i de vestlige samfund. Under afspilning af langsom, dæmpet non-stop popmusik i baggrunden kunne supermarkederne forstærke kundernes midlertidigt oplevede velvære, hvilket medførte en gennemsnitlig øget omsætning på mere end 35 % som resultat.

## Beskrivelse
Popmusikken benytter sig gerne af akkord- og melodiforløb fra andre musikgenrer/numre - ofte i en forenklet form, og sjældent ved at tilføre noget originalt.[er denne påstand neutral?]
Mens instrumentale soli stort set er fraværende, er den vokale side som nævnt absolut dominerende i musikgenren - et meget enkelt og fængende refræn gentages mange gange med korte intervaller i hele sangen, hvilket gør det lettere at huske musiknummeret. Temamæssigt er der i reglen kun tale om de mest banale budskaber[er denne påstand neutral?] - hovedsagelig et kærligheds-tema - i en enkel form. Rytmisk laves der ikke mange eksperimenter, da popmusikkens rytmer i høj grad styres af fabriksfremstillede automatiserede rytmebokse.[kilde mangler]
Disse virkemidler gør popmusikken til en let tilgængelig musikstil med korte og ikke særlig "langtidsholdbare" numre. Men netop derved bliver denne musik til en kommercielt set meget lukrativ vare, fordi den ofte skal fornys, eftersom lytterne hurtigt bliver trætte af sangnumrene, der musikalsk set er simple på et både tekstmæssigt og kompositorisk niveau. Sangenes succes (eller mangel på samme) hænger som oftest uløseligt sammen med solistens image, udseende eller adfærd. Musikere og især sangere inden for denne genre er ikke desto mindre hyppigt genstand for intens idoldyrkelse, især blandt det yngre publikum.
Popmusik kan bl.a. opleves i det årligt tilbagevendende Melodi-grandprix, hvor den fremstår som lydsiden af et glamour-show, der er styret af både TV-kanalernes seer-tal og den bagvedliggende profitorienterede musikindustri. Herfra styrkes opfattelsen af, at den, der optræder med pop, hurtigt kan blive meget berømt og meget rig. De tilsvarende mere seriøse komponister og musikudøvere bliver derimod sjældent - eller kun langsomt - anerkendt, og de har ofte en mere beskeden indtjening.
Nu om stunder kræves ikke mere nogen særlige musikalske forudsætninger eller færdigheder hos popmusikkens udøvere. I vore dage står en lang række forskelligartede "kosmetiske" elektroniske hjælpemidler til rådighed med henblik på at skabe en kunstig raffineret lydforbedring. Det gælder ikke mindst brugen af de meget avancerede elektroniske lydfiltre som "Auto-Tune", "Melodyne", "Waves Tune" o.l., som bl.a. korrigerer for falske toner, dårlig timing, og utilstrækkelig beherskelse af såvel stemmeføring som stemmevibrato. Disse hjælpemidler benyttes i dag i stærkt stigende omfang blandt popmusikkens udøvere under såvel indspilningen af studiealbums som under afviklingen af popkoncerter - og praktisk taget altid, når det er nødvendigt at dække over en popsangers manglende musikalske færdigheder.
Popmusikken er i øvrigt ofte fusioneret med andre musikgenrer, f.eks. pop-rock og soul-pop. I den forbindelse bliver der som regel tilført visse musikalske kvaliteter.